# Julia Oehring
Julia Oehring (* 25. Mai 1968 in Berlin) ist eine deutsche Filmeditorin.

## Leben und Werk
Julia Oehring wurde 1968 in Berlin geboren. Ihre Jugend war geprägt von klassischer Musik. Als Geigerin wurde sie 1985 Mitglied im RIAS Jugendorchester und wirkte dort bei zahlreichen Konzerten und Tourneen im In- und Ausland mit. Nach dem Abitur erhielt sie privaten Schauspiel- und Gesangsunterricht. Sie nahm Engagements am Theater und in freien Gruppen wahr und wirkte in Hörspiel- und Fernsehproduktionen mit. Im Rahmen eines Regiepraktikums im Jahr 1991 wurde ihre Begeisterung für den Filmschnitt geweckt. In den folgenden Jahren sammelte sie ihre ersten Erfahrungen als Schnittassistentin bei verschiedenen TV-Produktionen. Seit 1994 ist Julia Oehring als freie Editorin im Bereich Spielfilm und Dokumentarfilm tätig.
Von 2016 bis 2020 war Julia Oehring Vorstandsmitglied des Bundesverband Filmschnitt Editor e. V. (BFS). Sie ist auch Mitglied in der Deutschen Filmakademie.

## Filmografie (Auswahl)
- 1999: Downhill City (Kinospielfilm) – Regie: Hannu Salonen
- 2001: Julies Geist (Kinospielfilm) – Regie: Bettina Wilhelm
- 2004: Andiamo! (Kinodokumentarfilm) – Regie: Thomas Crecelius
- 2004: Tatort: Der vierte Mann – Regie: Hannu Salonen
- 2005: Tatort: Feuertaufe – Regie: Hannu Salonen
- 2005: Lous Waschsalon – Regie: Katalin Gödrös
- 2005: Polizeiruf 110: Resturlaub – Regie: Hannu Salonen
- 2005: Polizeiruf 110: Vorwärts wie rückwärts – Regie: Hannu Salonen
- 2006: Spur der Hoffnung – Regie: Hannu Salonen
- 2007: Tatort: Racheengel – Regie: Hannu Salonen
- 2007: Der Mann von gestern – Regie: Hannu Salonen
- 2007: Commissario Laurenti – Tod auf der Warteliste – Regie: Hannu Salonen
- 2008: Commissario Laurenti – Der Tod wirft lange Schatten – Regie: Hannu Salonen
- 2008: Ein Teil von mir (Kinospielfilm) – Regie: Christoph Röhl
- 2009: Vasha (Kinospielfilm) – Regie: Hannu Salonen
- 2010: Tatort: Hilflos – Regie: Hannu Salonen
- 2010: Haltet die Welt an – Regie: Hartmut Griesmayr
- 2010: Piano Encounters – Begegnungen am Klavier  – Regie: Enrique Sánchez-Lansch
- 2011: Rottmann schlägt zurück – Regie: Mark Schlichter
- 2012: Tatort: Verschleppt – Regie: Hannu Salonen
- 2013: VERBRECHEN nach Ferdinand von Schirach (TV-Serie, 3 Folgen) – Regie: Hannu Salonen
- 2013: Tessa Hennig: Mutti steigt aus
- 2013: Das Adlon. Eine Familiensaga (TV-Dreiteiler) – Regie: Uli Edel
- 2013: Rosa Roth – Der Schuss
- 2014: Die Toten vom Bodensee – Regie: Andreas Linke
- 2014: Tatort: Adams Alptraum – Regie: Hannu Salonen
- 2014: Letzte Spur Berlin (Fernsehserie, 2 Folgen)
- 2015: Die Toten vom Bodensee – Familiengeheimnis – Regie: Andreas Linke
- 2015: Morgen hör ich auf (Miniserie 5 Folgen) – Regie: Martin Eigler
- 2015: SCHULD nach Ferdinand von Schirach (TV-Serie, 3 Folgen)
- 2015: Mordkommission Istanbul (TV-Serie, 1 Folge)
- 2016: Die Toten vom Bodensee – Stille Wasser – Regie: Andreas Linke
- 2016: Tatort: Ein Fuß kommt selten allein – Regie: Thomas Jauch
- 2017: Die Unsichtbaren – Wir wollen leben (Doku-Drama) – Regie: Claus Räfle
- 2017: Blaumacher (TV-Serie, 6 Folgen) – Regie: Maurice Hübner, Pia Strietmann
- 2017: Der namenlose Tag – Regie: Volker Schlöndorff
- 2018: Kaisersturz (Doku-Drama) – Regie: Christoph Röhl
- 2018: Der Kriminalist (TV-Serie 3 Folgen) – Regie: Züli Aladag
- 2018: Endzeit (Kinospielfilm) – Regie: Carolina Helsgård
- 2019: Der Club der singenden Metzger – Regie: Uli Edel
- 2019: Unterm Birnbaum – Regie: Uli Edel
- 2020: Polizeiruf 110: Der Verurteilte – Regie: Brigitte Maria Bertele
- 2020: Das Leben ist kein Kindergarten (Fernsehfilmreihe)
- 2021: Der Irland-Krimi: Das Verschwinden (Krimiserie; Film 3)
- 2021: Der Irland-Krimi: Vergebung
- 2021: Die Sterntaler des Glücks (Herzkino, ZDF)
- 2022: Polizeiruf 110: Hildes Erbe
- 2024: Reset – Wie weit willst du gehen? (Fernsehserie, 3 Folgen)